# 質子刀
質子刀（英語：Proton Knife），為粒子加速器的一種商業應用；其主要的應用領域在醫學上為癌症腫瘤的放射性治療，而在半導體或太陽能科學上則是切割晶圓(wafer)或太陽能基板(solar substrate)。

## 原理
質子刀之原理為利用帶正電荷的質子在電場中持續加速，達到一定速度和能量之後，射入標的物之內，利用布拉格尖峰(Bragg peak)現象，對特定標的物內在某一深度位置釋放大量能量，以達到對物體特定深度區域進行破壞之目的。質子刀屬於質子加速器的一種商業應用，早期質子加速器都是應用在粒子物理學上的質子加速撞擊以發現新的粒子；全世界最大的質子加速器設置於歐洲核子研究中心(CERN)。目前已趨成熟的質子加速器技術則應用到許多不同的商業領域。

## 應用
質子刀目前已經成熟的應用為醫學上的腫瘤放射治療和半導體或太陽能產業的晶圓或基板切割。商業應用的質子刀所使用之質子材料目前有兩種，一種為氫原子的原子核，質量為一個質子，所帶電荷為 + 1；另外一種為碳原子的原子核，值量為十二個質子，所帶電荷為 + 6。後者因為較重之緣故，又稱為重粒子質子加速器。

### 醫學
在醫學腫瘤放射治療上所使用的質子刀，大都採用由碳原子之原子核所製成的重粒子質子加速器，原因是其所攜帶的能量較大，治療效果較顯著。在實際治療時，將質子刀以三度空間對位瞄準患者之腫瘤位置，透過攜帶能量之質子在特定深度會釋放大部分能量的布拉格尖峰現象，將大量能量釋放於腫瘤中(癌症病灶區)，以達到破壞腫瘤中之癌細胞而不破壞腫瘤外其他正常細胞，乃至最後消除腫瘤之目的。比起傳統的X光放射性治療或伽傌刀、光子刀等治療，質子刀治療對病灶區週邊正常細胞的傷害小很多，相對地副作用也較少。質子刀治療為目前全世界最先進的腫瘤放射治療技術，但以質子刀為主要設備之質子治療中心因為設置費用非常昂貴，到2012年為止全世界已成立的質子治療中心只有約四十座，所治療的病人總共約七萬人。中國之第一座質子治療中心於2004年12月開始臨床使用，台灣第一座質子治療中心則於2016年開始臨床使用。

### 半導體
在半導體晶圓切割應用上所使用的質子刀，其採用的質子材料則是另外一種由氫原子之原子核所製成的質子加速器。其方法為在真空中將被加速到 1.2 百萬電子伏特(MeV)的氫離子均勻地植入(implant)到離晶圓表面深度為20微米(1微米=10的-6次方公尺)的一個平面位置(植入深度和氫離子的植入速度有關)，然後再將晶圓在大氣環境中加熱，讓氫離子的熱膨脹效應在該深度層產生均勻的膨脹力，使該層晶圓自然剝離母層。此種質子刀可以將原來用機械切割研磨的晶圓，厚度為600微米，切割到厚度為20微米(20微米約為人類頭髮厚度之一半)的超薄晶圓並可重覆切割；也就是一片原來之厚晶圓可切割成將近三十片超薄晶圓，因此大幅地節省晶圓材料的成本。這種超薄切割技術的另外一個好處是，當物體的厚度到達那麼薄的程度，材質的機械結構會變成可繞曲，所製出之成品可以不用被限制須貼附在平整的表面上。

### 太陽能
在太陽能基板切割應用上所使用的質子刀，其採用方法和半導體的晶圓切割相同，而被切割材質則更換成太陽能基板。此種基板所製造出來的太陽能板，基板厚度為原來(200微米)的十分之一(20微米)；而因為可以繞曲，在應用到各種非平面的外牆或物體表面彈性非常大，可擴大太陽能板的應用到例如汽車之外殼等領域，大量提升綠能環保的應用範圍。